# Donald Mackenzie Wallace

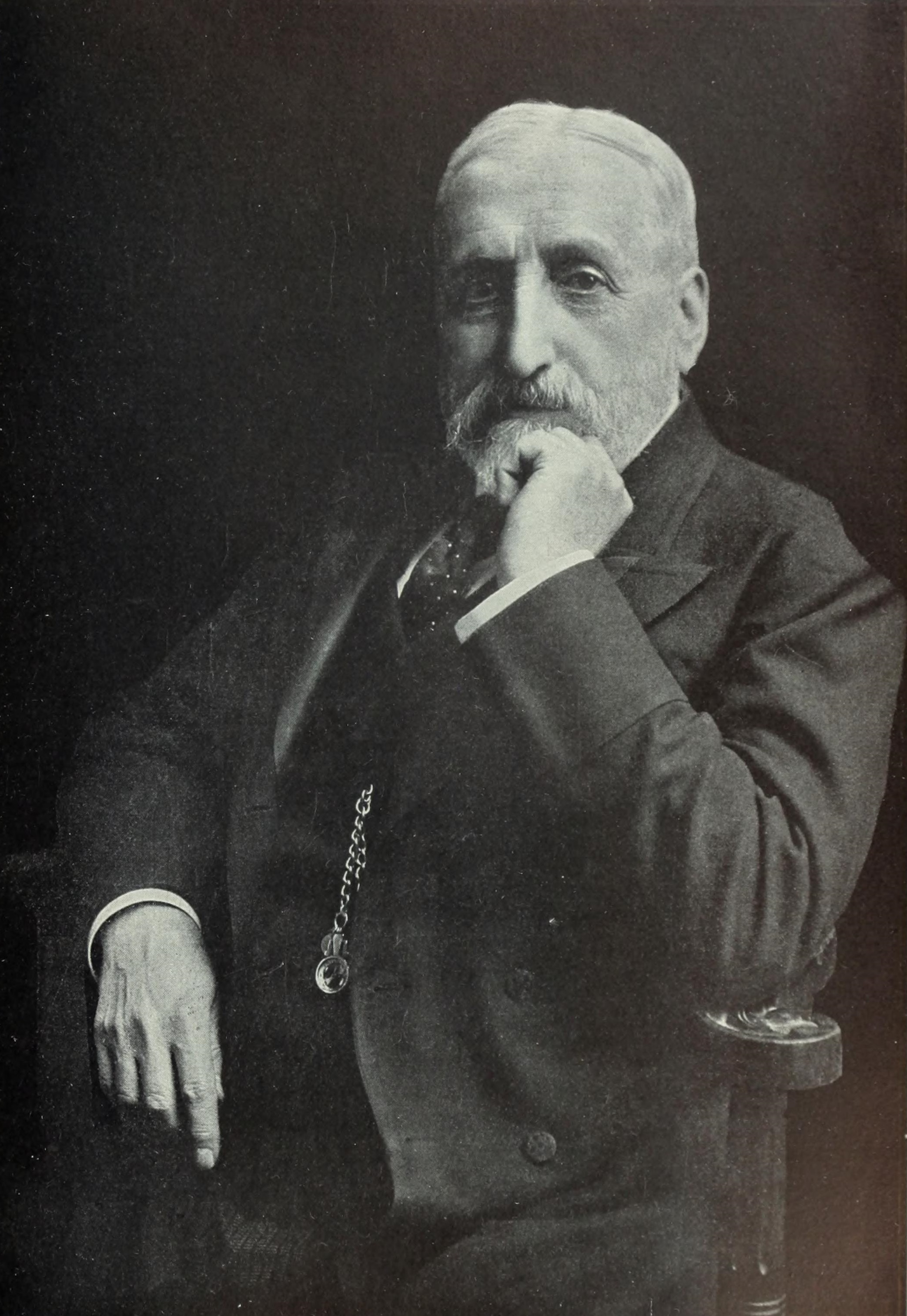
Donald Mackenzie Wallace

Sir Donald Mackenzie Wallace (* 11. November 1841 in Paisley (Renfrewshire); † 10. Januar 1919 in Lymington (Hampshire)) war ein schottischer Publizist.

## Leben
Donald Mackenzie Wallace war ein Sohn von Robert Wallace und Sarah Mackenzie und verlor beide Eltern, bevor er das zehnte Lebensjahr erreichte. Er studierte die Rechtswissenschaften in Edinburgh, Paris, Berlin und Heidelberg und erlangte 1867 an letztgenannter Universität den Doktorgrad. Im Dezember 1869 kehrte er in seine Heimat zurück.
Bereits Anfang 1870 begab sich Wallace nach Russland, um die dortigen politischen und ökonomischen Verhältnisse zu studieren. Er brachte dort fast sechs Jahre zu, lebte dabei abwechselnd in Moskau, Sankt Petersburg und Jaroslaw, unternahm etliche Reisen, erlernte die russische Sprache und machte sich auch mit der russischen Geschichte und Literatur vertraut. 1876 kehrte er in das Vereinigte Königreich zurück. Die Resultate seiner Studien über Russland legte er nieder in seinem Werk Russia (2 Bde., London 1877; 5. neubearbeitete Auflage 2 Bde., 1905), das in die meisten europäischen Sprachen (deutsch in 4. Auflage von Purlitz, 2 Bde., Würzburg 1906), darunter auch ins Russische, und in verschiedene orientalische Sprachen übersetzt wurde.
Wegen des Erfolgs des Buches wurde Wallace gleich nach dessen Erscheinen auswärtiger Korrespondent der Times erst in Sankt Petersburg, dann 1878 (während des Kongresses) in Berlin, und hierauf bis 1884 in Konstantinopel. In der Endphase seines dortigen Wirkens begab er sich auf eine Sondermission nach Ägypten, deren Ergebnis er in dem erfolgreichen Buch Egypt and the Egyptian question (London 1883) niederschrieb. 1884 folgte er einem Ruf Lord Dufferins, des Vizekönigs von Indien, als dessen Privatsekretär tätig zu sein.
1889 kehrte Wallace, der im Jahr davor die Ritterwürde erhalten hatte, über Persien, Zentralasien und Russland nach England zurück. Er schrieb damals das Werk Overland from India (im English Illustrated Magazine, Jahrgang 1889). 1890 auf einer neuen Reise auf der Balkanhalbinsel begriffen, begab er sich im Auftrag der englischen Regierung nach Bombay, um den russischen Thronfolger Nikolaus auf seiner Reise durch Indien und Ceylon zu begleiten.
Nach seiner Rückkehr wurde Wallace Direktor der auswärtigen Abteilung der Londoner Times. Kurzzeitig beteiligte er sich bei der Redaktion der 10. Auflage der Encyclopædia Britannica. Von März bis Oktober 1901 begleitete er in der Eigenschaft als Privatsekretär den Herzog von Cornwall und York (den künftigen König Georg V.) auf einer ausgedehnten Reise nach Gibraltar, Malta, Aden, Ceylon, Australien, Neuseeland, Straits Settlements, der Kolonie Natal und Kapkolonie sowie nach Kanada. Dazu veröffentlichte er als sein letztes Buch The web of Empire. Diary of the imperial tour of their R. H. the duke and duchess of Cornwall and York (1902). Im Jahr 1909 gehörte er zum Gefolge des russischen Kaisers während dessen Besuch in England und war dann von 1909 bis 1910 Unterkammerherr Eduards VII. und anschließend Georgs V. Er blieb unverheiratet und starb am 10. Januar 1919 im Alter von 77 Jahren in Lymington in Hampshire.